# سونن كاليجاغا
رادين سعيد الملقب سونن كاليجاغا (بالإندونيسية: Sunan Kalijaga)‏ مستشار سياسي وزعيم روحي ومؤسس للثقافة الدينية الإسلامية في جزيرة جاوة. استقر في مدينة ديماك بطلب من سلطانها ترينجانا [الإندونيسية] وأخذ في تعليم الناس ودعوتهم لدين الإسلام دون كسر التقاليد الجاوية القديمة، فاستخدم أساليب محلية متنوعة في دعوته مثل كتابة الأشعار والأغاني، وفن وايانغ وغاميلان، ورواية القصص التي أدخل فيها القيم الإسلامية. ثم اتخذه السلطان سنوباتي مستشارًا له في مملكته. فكان له دور رئيسي في تشكيل تقاليد مملكة ماتارام الإسلامية.
يعتبر من أكثر شخصيات الأولياء التسعة نفوذًا في جزيرة جاوة؛ لكونه أكثر الأولياء معرفةً وفهمًا لثقافة الجاويين. فهو من سلالة نبلاء ماجاباهيت المقيمين في توبان، وكانت عائلته قد اعتنقت الإسلام وأخته الكبيرة تزوجت من رادين رحمة (سونن أمبل).